# 대전차견

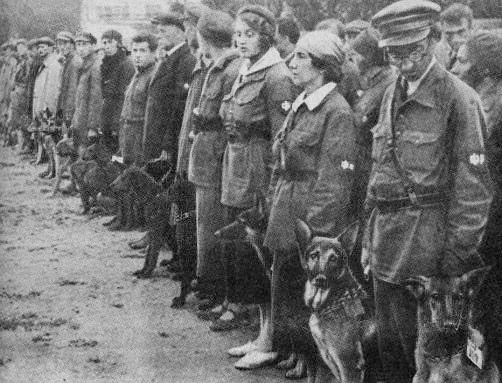
소련의 개 훈련 학교, 1931년

대전차견(對戰車犬, anti-tank dog)은 제2차 세계 대전 때 소련이 나치군의 탱크를 무력화시키기 위해 이반 파블로프의 조건 반사 원리를 이용하여 훈련시킨 개이다. 개의 등에 폭탄을 묶어 놓고 개가 적군의 탱크 밑으로 들어가면 폭탄이 터지도록 장치를 하는 것이다. 자폭견이라고도 한다.
실제 운용에는 어려움이 있었다. 소련군은 개를 아군의 탱크 밑으로 들어가도록 훈련시켰기 때문에, 전장에서도 소련군의 탱크로 달려가는 일이 많았다. 게다가 보통 움직이는 탱크 밑으로 들어가려고 하지 않는 개의 성향 때문에 전장을 더 혼란스럽게 만들었다. 나치 독일군은 자폭견에 대해서 알게 된 후 광견병에 걸렸을 위험이 있다 하여 모든 소련 개들을 보이는 즉시 쏴 죽이도록 명령했다. 1942년 소련군이 자폭견 때문에 오히려 일개 탱크 사단을 퇴각시키게 된 뒤로 개는 동부 전선에서 사라졌다.
2차 대전이 끝난 뒤 탱크를 무력화시키기 위한 더 효과적인 방법이 개발되면서 자폭견은 쓰이지 않게 되었다.

## 같이 보기
- 군용견

## 참고 문헌
- Pile, Stephen (1979) The Book of Heroic Failures, or the Official Handbook of the Not Terribly Good Club of Great Britain. Penguin Books.
- Dog Anti-Tank Mine 보관됨 2005-05-17 - 웨이백 머신, Soviet-Empire.com. 2005년 5월 20일.